# Henrik Sartou
Henrik Sartou (født 30. september 1964 på Frederiksberg, død 26. marts 2005) var en dansk teaterinstruktør.
Uden at fuldføre sin gymnasiale uddannelse kastede Henrik Sartou sig ud i en tilværelse som danser i 1981, hvilket bl.a. førte ham på studieophold i New York, hvor han skabte sin første danseteaterforestilling Ukendt kender ingen grænser (Saltlageret 1984). Siden bevægede han sig over mod det tekstbaserede teater, bl.a Stilheden (Betty Nansen Teatrets balkonscene, 1984), Havet i øjet (Københavneren,1985), som blev den første af en lang række samarbejder med scenografen Jesper Corneliussen.
Henrik Sartou gennemgik herefter instruktøruddannelsen på Statens Teaterskole 1986-1990 og nåede i løbet af de efterfølgende femten år at skabe en lang række forestillinger i ind- og udland, der med deres konstante sceniske originalitet er blevet betegnet som ouverturen til det modne kæmpeværk, som hans tidlige død i 2005 forhindrede (se CV).
De fleste af Henrik Sartous forestillinger er dokumenteret og foreligger på DVD'er, der sammen med hans efterladte papirer findes på Det Kongelige Bibliotek.

## Betydning
Henrik Sartou var et passioneret ordmenneske i en tid, der ikke havde tålmodighed til poesi; han var romantisk og inderlig i en periode, der dyrkede ironien; og han kredsede om det religiøse i en gudløs verden. Og så ville han bestemme. Middelmådighed og kompromisser hørte ikke til i hans verden. Fra han var ganske ung, fulgte han et indre syn og gik ofte modstrøms. For han var samtidig både med sin egen tid og med Goethe, Kleist og Rimbaud - på én gang håbløst forlibt i det forgangne og lysår forud for sin tid.
Generationen før havde haft ikoniske sceneinstruktører som Holger Gabrielsen, Erling Schroeder, John Price og Sam Besekow. Men Henrik Sartou og instruktørkollegaen Staffan Valdemar Holm gav fra starten af 1990erne løfter om at overgå dem alle - og spille lige op med svenskernes dengang endnu aktive Ingmar Bergman.
Ret usædvanligt blev Henrik Sartou ’opdaget’ af kritikerne, mens han stadig var under uddannelse - ja, endnu før han søgte ind på teaterskolen, kom han til orde i medierne. Og da han blev færdig med sin uddannelse, tog karrieren usædvanlig hurtigt fart, snart havde han premiere på Det Kongelige Teater eller i Radioteatret, DR, hvor han lagde an til at blive en slags auteur på evig jagt efter sjælen i øret, snart i Aalborg og Aarhus, hurtigt også i Stavanger eller i Malmö, hvor Staffan Valdemar Holm var blevet teaterchef på Malmö Dramatiska Teater. Og sådan fortsatte det i femten år inden for både drama og opera– med kunstneriske højdepunkter i Heinrich von Kleists Ildprøven/Käthchen von Heilbronn (Det Kongelige Teater, 1990), Legende (frit efter Jean Cocteaus roman Les Enfants Terribles, Rialto Teatret 1992), Magnus Dahlströms Jernbyrd (Mammutteatret, 1992), Staffan Valdemar Holms Søster Midnat (DR Radioteatret 1993), Bernard-Marie Koltès’ I bomuldmarkernes ensomhed (Mammutteatret 1994), Hjalmar Söderbergs Gertrud og Jacques Préverts Paradisets børn (Malmö Dramatiska Teater, hhv. 1993 og 1995), Morti Vizkis Egernet tilbage til haven (DR Radioteatret, 1995), Rainer Werner Fassbinders I et år med 13 måner (Mammutteatret, 2000) og Johan Ludvig Heibergs Nei/De Nygifte (Det Kongelige Teater 2004).
Henrik Sartou ville genetablere kontakten til de store fortællinger, gud og skabelsen om nødvendigt. Ingen, der så hans dunkle og passionerede Ildprøven/Käthchen fra Heilbronn (Det Kongelige Teater, 1990), kunne være i tvivl om, at han løftede sin kunstneriske fakkel og gik forrest. Han ledte efter noget og kendte ikke vejen, men han havde retningssans – og det var den, kollegerne, publikum og kritikerne instinktivt fornemmede og fulgte, både til de mest overraskende indsigter og ind i blindgyderne. Det vil være synd at sige, at anmelderne fulgte ham ukritisk, men han fik deres fulde opmærksomhed. Alle var klar over og respekterede ham for, at selv når han fejlede allermest fatalt, var hans forestillinger grandiose, visionære og kunstnerisk nødvendige.

## Privat
Henrik Sartou var født 30. september 1964 på Frederiksberg som søn af Vibeke, f. Bentsen (†2024) og Poul Sartou Christensen (†1993).
Han dannede par med billedkunstner Marianne Grønnow fra 1982–1992 og mødte skuespiller Bodil Jørgensen under sin uddannelse på Statens Teaterskole. De giftede sig i 1994 og fik året efter sønnen Johannes Sartou Jørgensen. Ægteskabet varede i 5 år – frem til 1998.
I 2001 mødte Henrik Sartou skuespiller Mette Frank. De giftede sig i 2004 og levede sammen frem til hans død 26. marts 2005. Han døde af en langvarig kræftsygdom, men arbejdede til det sidste. Han er begravet på Frederiksberg Kirkegård (gamle afdeling).

## CV
Iscenesættelser på teatret
- 1984 Ukendt kender ingen grænser af Henrik Sartou. Saltlageret
- 1984 Stilheden efter Ingmar Bergmans film af samme navn. Betty Nansen Teatrets balkonscene
- 1985 Havet i Øjet af Henrik Sartou. Københavneren
- 1985 Frøken Julie af August Strindberg. Moderna Museets Bio, Stockholm
- 1985 Rapport fra et Akademi efter Franz Kafkas novelle En rapport til et akademi. Saltlageret
- 1986 Ophelias bryster frit efter Heino Müller og Garcia Lorca. Saltlageret
- 1987 Solo af Jean Genet. Statens Teaterskole
- 1987 Heksejagt af Arthur Miller. Statens Teaterskole
- 1987 Ifigenia frit efter Johann Wolfgang von Goethes Ifigenia i Tauris. Københavneren
- 1987 I bomuldsmarkernes ensomhed af Bernard-Marie Koltès. Statens Teaterskole
- 1988 Man spøger ikke med kærligheden af Alfred de Musset. Statens Teaterskole
- 1988 De blinde af Maurice Maeterlinck. Statens Teaterskole
- 1988 Negeren og hundenes kamp af Bernard-Marie Koltès. Københavneren
- 1989 Man spøger ikke med kærligheden af Alfred de Musset. Det Kongelige Teater
- 1989 Medea af Euripides. Carlton
- 1990 En tid i helvede efter Arthur Rimbauds digt af samme navn. Statens Teaterskole
- 1990 Showtime af Elo Sjøgren. Aarhus Teater
- 1990 Ildprøven af Heinrich von Kleist. Det Kongelige Teater
- 1991 Hymner til Natten af Novalis. Jomfru Ane Teatret
- 1991 Genkald af Lene Henningsen. Del af Spejlinger. Forfatterskolen og Kanonhallen
- 1991 Roberto Zucco af Bernard-Marie Koltès. Aarhus Teater
- 1992 Legende frit efter Jean Cocteaus roman Les Enfants Terribles. Rialto Teatret
- 1992 Jernbyrd af Magnus Dahlström. Mammutteatret
- 1992 Den menneskelige stemme af Jean Cocteau. Betty Nansen Teatret
- 1993 Baal af Bertolt Brecht. Rogaland Teater, Norge
- 1993 Atterdag af Ebbe Kløvedal Reich. Grønnegårds Teatret
- 1993 Gertrud af Hjalmar Söderberg. Malmö Dramatiska Teater, Sverige
- 1994 I bomuldsmarkernes ensomhed af Bernard-Marie Koltès. Mammutteatret
- 1994 Heksejagt af Arthur Miller. Folketeatret
- 1995 Til døden os skiller af Henrik Sartou. Folketeatret
- 1995 Paradisets Barn af Jacques Prevert. Malmö Dramatiska Teater, Sverige
- 1996 Snedronningen af H. C. Andersen. Det Ny Teater
- 1996 Prometheus i lænker af Peter Laugesen (efter Aischylos). Teater Atlantic
- 1996 Amasonedronningen af Heinrich von Kleist. Rogaland Teater, Norge.
- 1997 Passage af Magnus Dahlström. Mammutteatret
- 1997 Åbningsforestilling til World Gas Konference af Adam Price. Bellacentret
- 1997 Jesus efter Carl Th. Dreyers filmmanuskript. Det Kongelige Teater
- 1998 Dion af Morti Vizki. Aalborg Teater
- 1999 Spillet om enhver af Hugo von Hoffmanstal. Folketeatret
- 1999 Scener fra et århundrede af Adam Price. Gladsaxe Teater
- 2000 Rosenkammeret af Henrik Sartou. Boldhusteatret
- 2000 Et år med 13 måneder af Rainer Werner Fassbinder. Mammutteatret
- 2001 Ordet 1+2 af Kaj Munk. Aalborg Teater
- 2002 Åbenbaringen efter Johannes Åbenbaring. CaféTeatret
- 2002 En sidste sang af Claus Beck-Nielsen. Das Beckwerk
- 2002 Festen af Bo hr. Hansen efter filmen af samme navn. Det Kongelige Teater og Mammutteatret
- 2003 Dæmonernes Port af Akutagawa. Odense Teater
- 2003 Projekt Danmark Teater. Svalegangen og Det Kongelige Teater
- 2004 Nei/ De Nygifte af Johan Ludvig Heiberg. Det Kongelige Teater
- 2004 Plasticin af Wassily Sigarev. Mammutteatret
- 2004 Dagens Helte - Nattens ofre – en Kaj-Munk collage. Det Kongelige Teater
- 2005 Kender du svimmel af Sven Holm. Odense Teater

Operaiscenesættelser
- 1989 Antonia-akten af Jacques Offenbach. Det Kongelige Teater (praktik)*
- 1997 Fyrtårnet af Maxwell Davies. Den Anden Opera
- 2000 Pandoras æske af Lars Johan Werle. Den Jyske Opera
- 2002 Maskarade af Carl Nielsen. Den Jyske Opera
- 2003 Don Giovanni af Wolfgang Amadeus Mozart. Den Ny Opera
- 2004 Carmina Burana af Carl Orff. Opera Hedeland

Iscenesættelser i radioen
(alle produceret for DR)
- 1992 1000 flyvemaskiner på taget af David Henry Hwang
- 1992 Ud af billedet af Dorrit Willumsen
- 1993 Søster Midnat af Staffan Valdemar Holm
- 1994 Kendte folks børn af Morti Vizki
- 1994 Magi i jomfrubyen af Jack Houlahan
- 1994 I bomuldsmarkernes ensomhed af Bernard-Marie Koltès
- 1995 Kold af Jens Smærup Sørensen
- 1995 Egernet tilbage til haven af Morti Vizki
- 1996 Fisk af Mads Brenøe
- 1997 Ø's historie af Claus Beck-Nielsen
- 1997 Snedronningen af H.C. Andersen
- 1998 Som om vi ikke var plot nok af F.P. Jac
- 1999 Dion af Morti Vizki
- 1999 Fem meter nærmere jorden af Martin Reipuurt
- 1999 Gudens genfødsel af Jan Fabre
- 2000 Isbilleder af Kristian Smeds
- 2000 Spøgelsesbilleder af Morti Vizki
- 2001 En sidste sang af Claus Beck-Nielsen
- 2001 Selvbedrag af Morti Vizki
- 2002 Nyt håb for de døde af Jens-Martin Eriksen
- 2002 Piccolo – livebørneradio-teater på P2
- 2003 Thanatos af Aleksa Okanovic
- 2003 Ramt af lynet af Daniel Danis
- 2004 H.C. Andersen – dummy til radio-følgeton
- 2004 Gray af Morti Vizki

Andre opgaver
- 1982 Punk –indtryk – udtryk, Udstilling på Domus Vista Bibliotek sammen med Dorte Holbek og Thomas Winkler
- 1982 Danmarks Radios Vitek-serie: Medvirkede som skuespiller
- 1983 Postwar af Tom Miller. Medvirkede som skuespiller/ danser
- 1995 Mein Kampf. Udstilling i Rundetårn. Værk lavet specielt til udstillingen
- 1996 Hvor regnbuen ender. Performance i Frederiksberg Kirke i forbindelse med kulturnatten
- 1997 Stillebækken – TV-serie for TV2 skrevet af Peter Thorsboe efter Morten Korchs roman af samme navn. Instruktion af de første afsnit
- 2000 Åbningsforestilling til Dansk Metal af Adam Price. Falkonercentret
- 2002 Jesus_c_odd_size af Kirsten Dehlholm. Medvirkede som skuespiller
- 2003 Åbningsforestilling til Dansk Metal Kongres af Adam Price. Aalborg Kongres-center

## Priser
- 1985 Statens Teaterråds Rejselegat
- 1991 Marguerite Vibys Jubilæumslegat
- 1992 De Danske teateranmelderes ærespris – Teaterkatten
- 1993 Statens Kunstfonds arbejdslegat
- 1995 Statens Kunstfonds arbejdslegat
- 1995 Herman Bangs rejselegat
- 1998 Dansk Blindesamfunds Radiospilspris
- 2003 Statens Kunstfonds arbejdslegat
- 2004 Statens Kunstfonds treårige arbejdslegat
- 2004 Ebbe Langbergs legat